# Gerstaeckerella leonina
Gerstaeckerella leonina är en insektsart som beskrevs av Navás 1930. Gerstaeckerella leonina ingår i släktet Gerstaeckerella och familjen fångsländor. Inga underarter finns listade i Catalogue of Life.